# Планктон

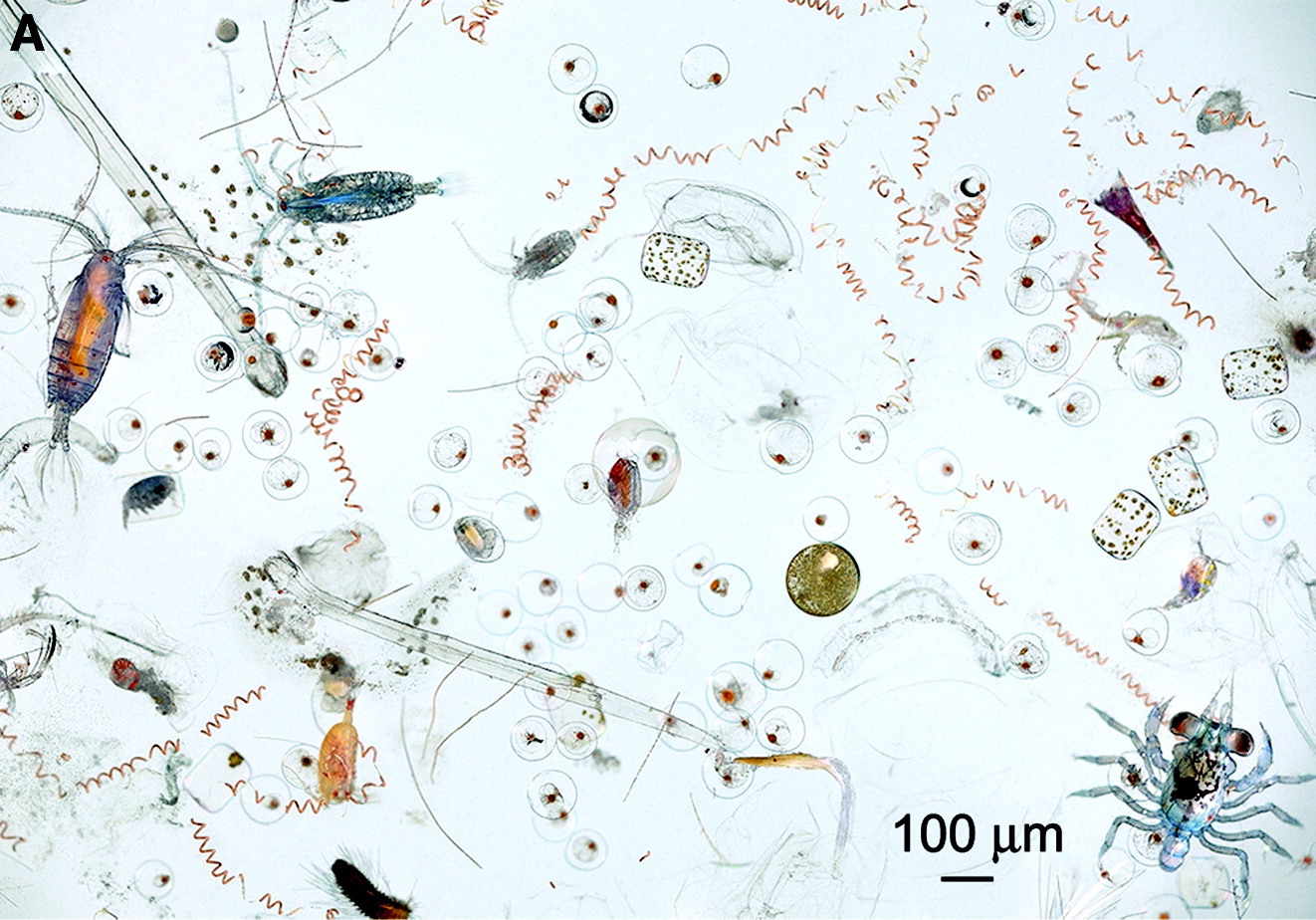
Морской микро- и мезопланктон

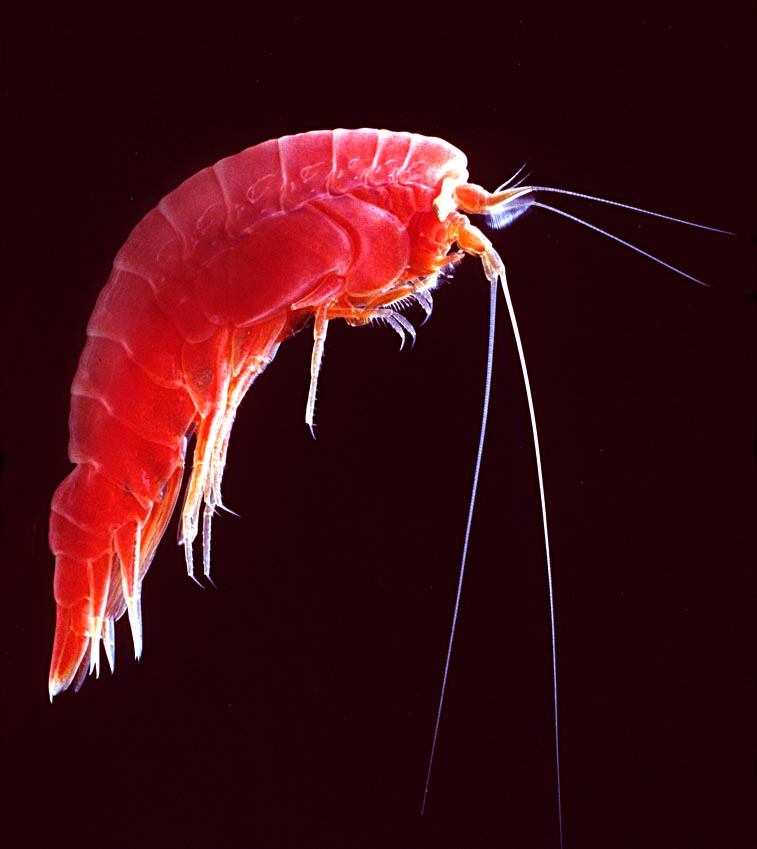
Бокоплав

Планкто́н (греч. πλανκτόν — «блуждающий») — разнородные, в основном мелкие организмы, свободно дрейфующие в толще воды и не способные, в отличие от нектона, двигаться против течения. Такими организмами могут быть бактерии (бактериопланктон), диатомовые и некоторые другие водоросли (фитопланктон), простейшие, некоторые кишечнополостные, моллюски, ракообразные, икринки и мальки рыб, личинки различных беспозвоночных животных (зоопланктон). Ранее считалось, что самым крупным из взрослых позвоночных, относимых к планктону, является луна-рыба, однако целенаправленные наблюдения показали, что луна-рыба может проплывать 26 км в день, а максимальная скорость плавания достигает 3,28 км/час. Планктон непосредственно или через промежуточные звенья пищевой цепи является пищей для большинства остальных водных животных.
Термин «планктон» впервые предложил немецкий океанолог Виктор Гензен в конце 1880-х годов.

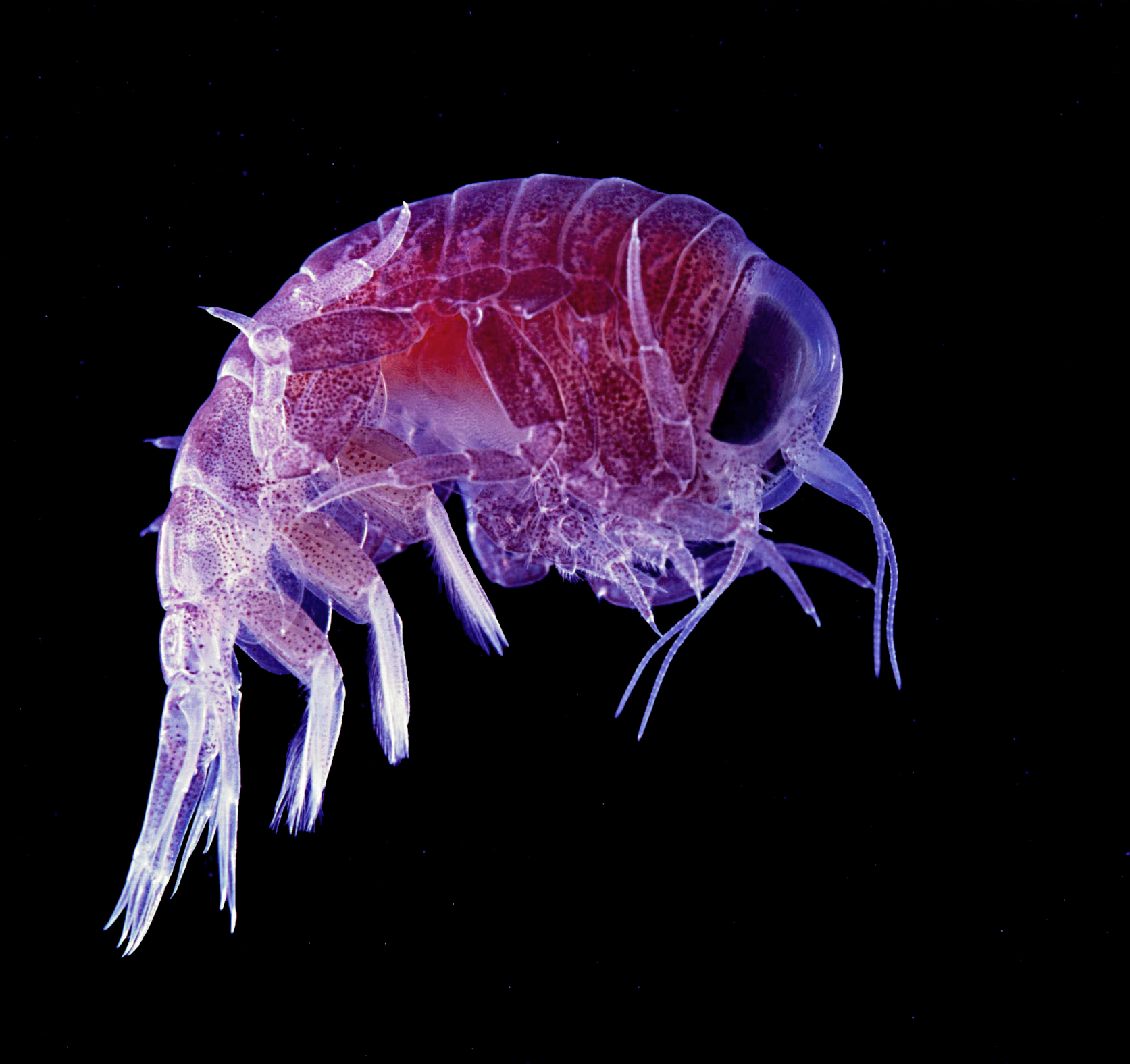
Бокоплав (Hyperia macrocephala)

## Классификация
В зависимости от образа жизни планктон подразделяется на:
- голопланктон — весь жизненный цикл проводит в форме планктона;
- меропланктон — существующие в виде планктона лишь часть жизни, например, морские черви, рыбы.

Планктон составляют многие бактерии, диатомовые и некоторые другие водоросли (фитопланктон), простейшие, некоторые кишечнополостные, моллюски, ракообразные, оболочники, яйца и личинки рыб, личинки многих беспозвоночных животных (зоопланктон). Планктон непосредственно или через промежуточные звенья пищевых цепей служит пищей остальным животным, обитающим в водоёмах. Планктон представляет собой массу растений и животных, большинство которых имеют микроскопические размеры. Многие из них способны к самостоятельному активному передвижению, однако недостаточно хорошо плавают для того, чтобы противостоять течениям, поэтому планктонные организмы передвигаются вместе с водными массами. Планктонные организмы встречаются на любой глубине, но наиболее богаты ими приповерхностные, хорошо освещённые слои воды, где они образуют плавучие «кормовые угодья» для более крупных животных. Растительные фотосинтезирующие планктонные организмы нуждаются в солнечном свете и населяют поверхностные воды, в основном до глубины 50—100 м. Бактерии и зоопланктон населяют всю толщу вод до максимальных глубин. Морской фитопланктон состоит в основном из диатомовых водорослей, перидиней и кокколитофорид; в пресных водах — из диатомовых, синезелёных и некоторых групп зелёных водорослей. В пресноводном зоопланктоне наиболее многочисленны веслоногие и ветвистоусые рачки и коловратки; в морском доминируют ракообразные (главным образом веслоногие, а также мизиды, эвфаузиевые, креветки и другие), многочисленны простейшие (радиолярии, фораминиферы, инфузории, тинтинниды), кишечнополостные (медузы, сифонофоры, гребневики), крылоногие моллюски, оболочники (аппендикулярии, сальпы, бочёночники, пиросомы), икра рыб, личинки разных беспозвоночных, в том числе многих донных. Видовое разнообразие планктона наибольшее в тропических водах.
Зоопланктон является наиболее многочисленной группой гидробионтов, имеющих огромное экологическое и хозяйственное значение. Он потребляет формируемое в водоёмах и приносимое извне органическое вещество, отвечает за самоочищение водоёмов и водотоков, составляет основу питания большинства видов рыб, наконец, планктон служит прекрасным индикатором для оценки качества воды.
Исследования зоопланктонных организмов помогают определить загрязнённость водоёмов и определить экологические особенности определённой области. Любая водная экосистема, находясь в равновесии с факторами внешней среды, имеет сложную систему подвижных биологических связей, которые нарушаются под воздействием антропогенных факторов. Прежде всего, влияние антропогенных факторов, и в частности, загрязнения отражается на видовом составе водных сообществ и соотношении численности слагающих их видов.

## Космос
Планктон в состоянии выживать не только в океане, но и поднимаясь в разреженных воздушных массах на значительную высоту. Соскобы с внешней стороны обшивки и иллюминаторов МКС показали присутствие планктона даже на высоте станции — около 400 км.